# Stazione di Ceriano Laghetto Groane
La stazione di Ceriano Laghetto Groane è una fermata ferroviaria posta sulla linea Saronno-Seregno e nelle vicinanze del Parco delle Groane, a servizio del comune omonimo e della frazione Villaggio Brollo (Solaro) posta a sud del fabbricato.

## Storia
La fermata nasce dal progetto di riqualificazione della linea Saronno-Seregno approvato nel 2010, l'investimento totale per i lavori sui 15 km della linea ammontarono a 75,5 milioni di euro.
La fermata venne aperta all'esercizio il 9 dicembre 2012, in occasione del prolungamento della linea S9 da Seregno a Saronno e la conseguente riapertura della tratta al traffico viaggiatori.
La fermata è stata chiusa in occasione dell'entrata in vigore del nuovo orario invernale il 10 dicembre 2018, in un piano attuato da Trenord della durata di almeno due anni, in attesa dell'arrivo di nuovo materiale rotabile e personale.
Dopo alcuni anni di chiusura il servizio è stato parzialmente riattivato e, al 2024, la stazione è aperta al servizio viaggiatori nei soli giorni festivi.

## Strutture e impianti
L'impianto è posto circa 1200 m a ovest della vecchia stazione di Groane, dismessa dal 1958, anno di chiusura della linea Seregno-Saronno al servizio viaggiatori, ed oggi in uso solo per servizio merci.

## Movimento
La stazione è servita da sei coppie di treni, solo nei giorni festivi.